# Pontiac (poglavica)
Pontiac (otprilike 1714. – 20. travnja 1769.) je bio američki indijanski poglavica plemena Ottawa upamćen po borbi protiv britanske okupacije regije oko Velikih jezera.
Postoji malo pouzdanih informacija o Pontiacu iz vremena prije njegove pobune 1763., a pretpostavlja se da je rođen između 1712. i 1720. u selu plemena Ottawa smještenom na obali rijeke Detroit ili Maumee. Ubio ga je 20. travnja 1769. jedan Kaskaskia Indijanac udarivši ga tomahawkom u stražnji dio glave u šumi pokraj Cahokie u Illinoisu, nakon čega su jezerska plemena objavila rat Illinoisima, i gotovo ih potpuno istrijebila.

## Vanjske poveznice
- Chief Pontiac  Arhivirana inačica izvorne stranice od 14. lipnja 2011. (Wayback Machine)
- Ottawa Chief Pontiac